# El nuevo Maquiavelo
El nuevo Maquiavelo (en inglés: The New Machiavelli) es una novela escrita en 1911, por el británico H. G. Wells, la cual fue previamente publicada en The English Review en 1910.  Debido a que la trama derivaba en gran parte de su relación con Amber Reeves y satirizaba a Beatrice y a Sidney Webb, pasó a ser considerado como ''el escándalo literario del día".

## Resumen de la trama
La novela pretende estar escrita en primera persona por parte de su protagonista, Richard "Dick" Remington, quién en toda su vida ha tenido pasión hacia la "política" y cuyo sueño es refundar los estándares sociales y políticos de la nación inglesa.  Remington es un estudiante brillante de la Universidad de Cambridge, escribe varios libros relacionados con la política, está casado con la heredera de una gran fortuna, e ingresa al Parlamento como un liberal, influenciado por el socialismo por parte de una pareja reconocida como los Webbs, bajo la simple razón de tener mayor popularidad que los conservadores. Remington se encarga en editar un semanario político y regresa al parlamento bajo una plataforma que defiende la dotación estatal de madres, pero su carrera se ve truncada cuando se enamora de una brillante estudiante egresada de la Universidad de Oxford, llamada Isabel Rivers.  Cuándo los rumores de su relación comienzan a divulgarse, Remington intenta romper con ella, pero después decide abandonar a su esposa, su carrera, su partido, y su país, viajando hacia Italia, donde escribe la apología pro vita sua, que es esta misma novela.

## Temas
Los temas principales de la novela es la política y el sexo, ambas preocupaciones permanentes del autor.  El biógrafo David Smith consideró El nuevo Maquiavelo como "la mayor novela autobiográfica de Wells." El desarrollo de la pasión política y sexual del protagonista se traza en detalles intrínsecos.  El principal objetivo de la novela, es la artificialidad de la moral victoriana y eduardiana:  "¡Gracias a Dios! ¡Pronto voy a estar alejado de esto!  ¡De la vergüenza de ellos! !Los mismos salavajes de Australia educan a sus hijos mejor que los ingleses del hoy.  Ninguno de nosotros tuvimos una visión en lo que aquellos dicen llamar 'moral', quienes no los enseñan como una deficiente servidumbre, como la más mezquina discreción, una sumisión abyecta a prohibiciones irracionales! una rendición sumisa de cuerpo y mente al dictado de los pendantes, las viejas y los idiotas.  No fuimos educados— fuimos balbuceados!"

## Críticas
Algunos críticos han considerado El Nuevo Maquiavelo como "el principio del fin de Wells como narrador.... Fue la primera erupción ominosa de aquellos magníficos momentos de autofirmación que iban a desintegrar al novelista en él." A pesar de ello, la novela ha tenido muchos admiradores prestigiosos. Joseph Conrad lo llamó una "obra maestra", Upton Sinclair lo consideró como la pieza maestra de Wells, y D. H. Lawrence declaró que el libro era "muy interesante"; otro admirador, el escritor Henry James, consideró el uso de la primera persona de Wells, como un error artístico.

## Recepción
Beatrice Webb llamó la obra El Nuevo Maquiavelo como "muy inteligente desde una forma maliciosa", pero no la enjuició, declarando que la novela "pone en manifiesto la tragedia en la vida de H. G—su aptitud para el 'buen pensamiento' e incluso hacia el 'buen sentimiento' y aun así se presenta su total incapacidad hacia una conducta decente." Algunas bibliotecas prohibieron el libro, y el Spectador no le realizó ninguna reseña lliteraria. Los críticos se mostraron abiertos hacia los argumentos políticas de Wells, pero se mostraron hostiles hacia sus mensajes sexuales.